# 河盛慶次
河盛 慶次（かわもり けいじ）は、スクウェア・エニックスのシンセサイザーオペレーター（マニピュレーター）。東京都出身。THE BLACK MAGES（TBM）ではベースを担当。TBMでの名前はニコラス。

## 略歴
1998年頃、旧スクウェアに入社。『ファイナルファンタジーVIII』以降の『ファイナルファンタジーシリーズ』でシンセサイザーオペレーター（シンセサイザープログラマ）として活動。
『ファイナルファンタジーVII アドベントチルドレン』では作編曲を行っている。
TBMでの名前ニコラスは、名前が「けいじ」であることから来ている（ニコラス・ケイジ）。

## 来歴
- 2003年2月 THE BLACK MAGES結成。同時にアルバム『THE BLACK MAGES』を発売。
- 2004年12月 『THE BLACK MAGES II～The Skies Above～』を発売。
- 2005年5月 MORE FRIENDS music from FINAL FANTASY - FFオーケストラコンサート
- 2006年2月 VOICES music from FINAL FANTASY - パシフィコ横浜 国立大ホールでのFFオーケストラコンサートツアー
- 2007年7月7日 EXTRA - 新木場STUDIO COASTで開催されたゲーム音楽ライブイベントに大トリで出演。
- 2007年9月17日 PRESS START 2007 -SYMPHONY OF GAMES-（パシフィコ横浜のみ出演）

## ディスコグラフィー

### アルバム
- ファイナルファンタジーVII アドベントチルドレン オリジナル・サウンドトラック
- THE BLACK MAGES
- THE BLACK MAGESII ～The Skies Above～
- ファイナルファンタジーX-2 オリジナル・サウンドトラック
- ファイナルファンタジーX オリジナル・サウンドトラック
- ファイナルファンタジーIX オリジナル・サウンドトラック PLUS
- ファイナルファンタジーIX オリジナル・サウンドトラック
- ファイナルファンタジーVIII オリジナル・サウンドトラック
- feel/Go dream
- 2006年02月MORE FRIENDS music from FINAL FANTASY:FFオーケストラコンサートのものを収録
- THE BLACK MAGES III Darkness and Starlight（2008.3）

### DVD映像作品
- VOICES music from FINAL FANTASY - FFオーケストラコンサート、THE BLACK MAGESによるライブ（2006.06月発売予定）（DVD映像による作品）
「再臨：片翼の天使」を演奏。

## ライブ・公演
以下には同氏が直接関わっているものを記載する。
- THE BLACK MAGESアルバム発売記念ライブ（2003.2）
- THE BLACK MAGES II LIVE "The Skies Above"（2005.1）
- MORE FRIENDS music from FINAL FANTASY - FFオーケストラコンサート、THE BLACK MAGESによるライブ（2005.5）
- VOICES music from FINAL FANTASY - パシフィコ横浜 国立大ホールでのFFオーケストラコンサートツアー、アンコールでのTHE BLACK MAGESによるライブ（「再臨：片翼の天使」（『FINAL FANTASY VII アドベントチルドレン』）を2回）（2006.2.18）
- EXTRA - 新木場STUDIO COASTで開催されたゲーム音楽ライブイベントに大トリで出演。4曲を演奏した。なお、ステージの大型ビジョンに表記された曲名と実際に演奏された曲名が一部異なっていた（2007年7月7日）
- PRESS START 2007 -SYMPHONY OF GAMES-（2007年9月17日(月･祝)　パシフィコ横浜のみ出演）
- 2008年8月9日 - 『THE BLACK MAGES III Darkness and Starlight LIVE』、横浜BLITZにて開催。